# ذخیره‌گاه زیست‌کره مجمع‌الجزایر استونی غربی
ذخیره‌گاه زیست‌کره مجمع‌الجزایر استونی غربی (به لاتین: West Estonian Archipelago Biosphere Reserve) یک ذخیره‌گاه زیست‌کره در استونی است که در West Estonian archipelago, Estonia واقع شده‌است.